# Tomislav Erceg
Tomislav Erceg (sinh ngày 22 tháng 10 năm 1971) là một cựu cầu thủ bóng đá Croatia thi đấu ở vị trí tiền đạo. Anh có bốn trận ra sân cho Croatia, ghi được một bàn.

## Thống kê sự nghiệp
| Đội tuyển bóng đá Croatia | Đội tuyển bóng đá Croatia | Đội tuyển bóng đá Croatia |
| Năm                       | Trận                      | Bàn                       |
| ------------------------- | ------------------------- | ------------------------- |
| 1997                      | 4                         | 1                         |
| Tổng cộng                 | 4                         | 1                         |